# قصر ویکهورست
۵۱°۰۴′۰۲″شمالی ۰°۰۵′۲۰″غربی / ۵۱٫۰۶۷۲۰°شمالی ۰٫۰۸۸۹۴°غربی
قصر ویکهورست (به انگلیسی: Wakehurst Place) یک خانه و باغ گیاه‌شناسی در ساسکس غربی انگلستان است که متعلق به نشنال تراست است اما توسط باغ گیاه‌شناسی سلطنتی، کیو استفاده و مدیریت می‌شود. این مکان در نزدیکی آردینگلی، ساسکس غربی در جنگل ویلد (شبکه ملی مرجع TQ340315) است و شامل یک عمارت اواخر قرن شانزدهمی، یک باغ عمدتاً متعلق به قرن بیستم و ساختمانی مدرن، بانک بذر هزاره کیو است. بازدیدکنندگان می‌توانند باغ‌های عمارت را ببینند و همچنین از بانک بذر نیز دیدن کنند. این باغ امروزه حدود ۲ کیلومتر مربع را پوشش می‌دهد و شامل باغ دیواری و باغ آبی، درختزار و مناطق حفاظت شده تالاب است.